# Farándula

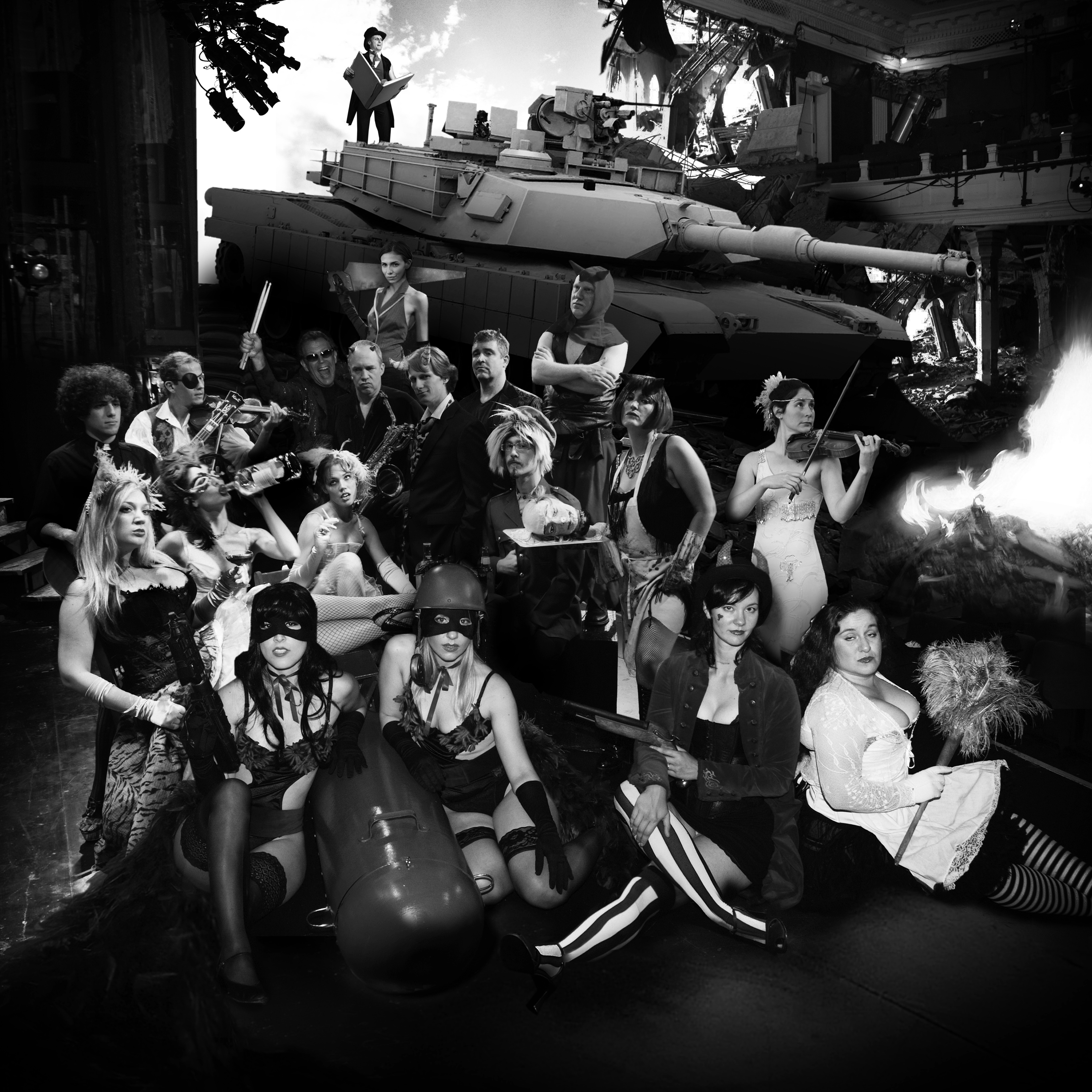
La moderna farándula escenificada por el colectivo Cabaret Red Light (2009).

Farándula (del provenzal farandoulo o del alemán fahrender, «vagabundo»), las expresiones inglesas show business y showbiz (traducibles como negocio del espectáculo o mundo del espectáculo) y la expresión francesa troupe (admitida por el DLE) pueden referirse a diversos conceptos próximos entre sí:
- La profesión, entorno y mundo de los actores y demás profesionales del teatro y otras artes escénicas, es decir, «la profesión de los farsantes».[4]
- Conjunto de actores dedicados al mundo de la televisión, en especial con carácter de entretenimiento, cómico o superfluo.
- Las compañías de teatro ambulantes, especialmente las de carácter cómico y de condición precaria.

- Antiguas instituciones teatrales (cómicos de la legua, comedia del arte, etc.).
- Las dedicadas a otros espectáculos escénicos, como la ópera, la danza, el teatro musical (la zarzuela, el music hall, el cabaret, el café cantante, la revista o variedades, el género chico, etc.), el circo, el mimo, los títeres (guiñoles, titiriteros, teatros de marionetas), etcétera.
- Los artistas callejeros de muy diversas manifestaciones artísticas.

## Origen histórico
El dramaturgo y cómico Agustín de Rojas Villandrando, en su obra El viaje entretenido (1603, 1611 y 1624), da noticia de ocho tipos de compañías de teatro ambulante de la época: bululú, ñaque, gangarilla, cambaleo, garnacha, bojiganga, compañía y, por supuesto farándula, que describe así:

Farándula es víspera de compañía; traen tres mujeres, ocho y diez comedias, dos arcas de hato; caminan en mulos de arrieros y otras veces en carros, entran en buenos pueblos, comen apartados, tienen buenos vestidos, hacen fiestas de Corpus a doscientos ducados, viven contentos (digo los que no son enamorados). Traen unos plumas en los sombreros, otros veletas en los cascos, y otros en los pies, el mesón de Cristo con todos. Hay Laumedones de «ojos, decídselo vos», que se enamoran por debajo de las faldas de los sombreros, haciendo señas con las manos y visajes con los rostros, torciéndose los mostachos, dando la mano en el aprieto, la capa en el camino, el regalo en el pueblo, y sin hablar palabra en todo el año.
Agustín de Rojas Villandrando, El viaje entretenido, Libro I, 1603

Por su parte, Narciso Díaz de Escovar, en su estudio monográfico Intimidades de la farándula; colección de artículos referentes a la escena, comediantes y escritores dramáticos desde el siglo XVI hasta el día. (1916), dejó un no menos entretenido viaje por la bibliografía del fenómeno «farandulero».

### En la literatura
La farándula histórica ha sido también protagonista como motivo o escenario literario, así por ejemplo Farándula, comedia en dos actos del premio Nobel Jacinto Benavente estrenada en 1897, o La canción de la farándula, comedia en tres cuadros de Emilio Carrere (1912). También fue glosada, cantada o reseñada por Azorín (1915), Eduardo Zamacois (1914), o José Podestá (Medio siglo de farándula, 1930), entre un largo etcétera.

## Subgénero cinematográfico
Sobre el mundo de la farándula se ha desarrollado un subgénero cinematográfico que representa la vida cotidiana de los cómicos de farándula. Especialmente, para España El último cuplé (1957), de Juan de Orduña y protagonizada por Sara Montiel; y desde un punto de vista opuesto, Cómicos (1954) de Juan Antonio Bardem, que pasó a ser un referente sociocultural durante el final del franquismo y la transición (la canción «Cómicos» de Víctor Manuel, 1975, fue utilizada como himno de las movilizaciones de actores).[cita requerida] Se ha señalado su paralelismo con la descripción del mundo del teatro estadounidense de All About Eve (1950), cuyo tema y título fueron a su vez reutilizados por Pedro Almodóvar (Todo sobre mi madre, 1999). Otras películas del género, ambientadas en la posguerra española, son Pim, pam, pum... ¡fuego! (1975, Pedro Olea), La corte de Faraón (1985, José Luis García Sánchez), El viaje a ninguna parte (1986, Fernando Fernán Gómez), ¡Ay, Carmela! (1990, Carlos Saura), La niña de tus ojos (1998, Fernando Trueba), o Pájaros de papel (Emilio Aragón, 2010).

## Uso despectivo

### Farándula y «famoseo»
En su acepción coloquial y con connotación despectiva, el término «farándula» se ha utilizado para referirse a ciertos círculos de personas conocidas o «celebridades» (del inglés celebrity) cuya vida privada es objeto de atención por parte de los medios de comunicación de masas, especialmente de la prensa del corazón. Esta asociación incluye la difusión de escándalos de carácter afectivo, sexual o financiero, así como la exposición de comportamientos considerados excéntricos o «friki» (del inglés freak). También se ha empleado para describir la popularización mediática de personas anónimas cuya notoriedad se debe exclusivamente a su aparición frecuente —y a menudo efímera— en los medios.
Un ejemplo televisivo de este fenómeno son las tertulias de chismorreo, conocidas en Italia como «faranduolo Berlusconi», en las que algunos participantes comentan o critican la vida de personajes célebres. Este tipo de contenidos ha suscitado interés tanto en ámbitos periodísticos como en estudios académicos sobre análisis de medios.
Una aproximación cinematográfica a este fenómeno se aprecia en la película La dolce vita (1960) de Federico Fellini, obra italiana que reflexiona sobre la fama y la exposición mediática.

### «Faranduleros» y «Clan de la ceja»
Faranduleros es una expresión que se utiliza, casi siempre con propósito ofensivo a partir de 2003 en España, en los medios de comunicación de orientación ultraderechista para designar a los actores, directores, cantantes, etc. que apoyan a partidos políticos o causas progresistas o de izquierda. Los desencadenantes más destacados fueron las campañas No a la guerra y Nunca Máis (2003), críticas al gobierno del PP; y el apoyo al PSOE en las elecciones de 2004 y 2008 (que por utilizar un determinado signo –llevarse a la ceja un dedo arqueado en imitación del aspecto físico de José Luis Rodríguez Zapatero– originó la expresión «clan de la ceja»).
También en España, y con referencias negativas similares, se suele asociar al mismo mundo de la farándula, a la Sociedad General de Autores y Editores (SGAE), particularmente por su relación con la difusión de la cultura y el poder político.

## Títulos de obras

### Grabado de Goya

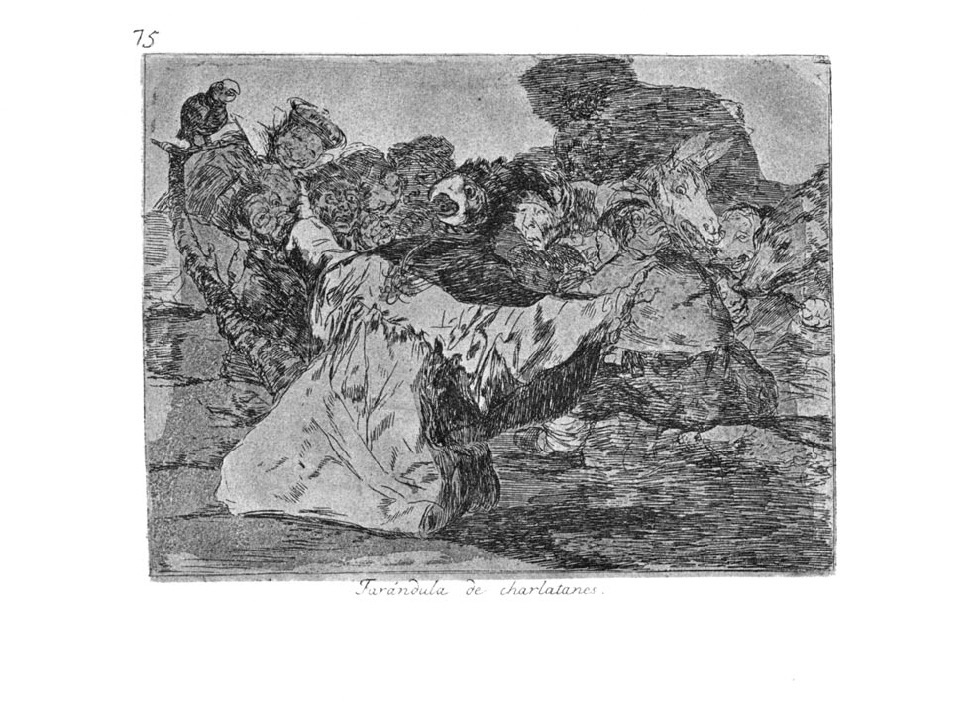
El grabado de Goya.

- Farándula de charlatanes es el título de uno de los grabados de la serie Los desastres de la guerra, de Goya, un documento gráfico que explica la acepción de «charla engañosa o faramalla», que anotan los diccionarios.[4]

### Películas
- Show Business (1932)
- Babes in Arms –Hijos de la farándula– (1939)[13]
- Show Business (1944)
- There's No Business Like Show Business (1954)
- El mayor espectáculo del mundo –The Greatest Show on Earth– (1952)

### Otros
- Show Business, novela de Shashi Tharoor (1992)
- Showbusiness!, álbum del grupo de glam metal KIX (1995)
- Show Business, álbum en directo de Chumbawamba (1994)
- «Show Business», canción de AC/DC del álbum High Voltage (1975)
- Show Business Weekly, revista, publicada por la editora Show Business Inc.
- Showbiz, álbum de Muse
- Showbiz Televisión